# Pullampadi
Pullampadi é uma panchayat (vila) no distrito de Tiruchirappalli, no estado indiano de Tamil Nadu.

## Demografia
Segundo o censo de 2001,  Pullampadi  tinha uma população de 9985 habitantes. Os indivíduos do sexo masculino constituem 49% da população e os do sexo feminino 51%. Pullampadi tem uma taxa de literacia de 72%, superior à média nacional de 59.5%: a literacia no sexo masculino é de 80% e no sexo feminino é de 65%. Em Pullampadi, 10% da população está abaixo dos 6 anos de idade.